# 文殊院 (胎蔵曼荼羅)

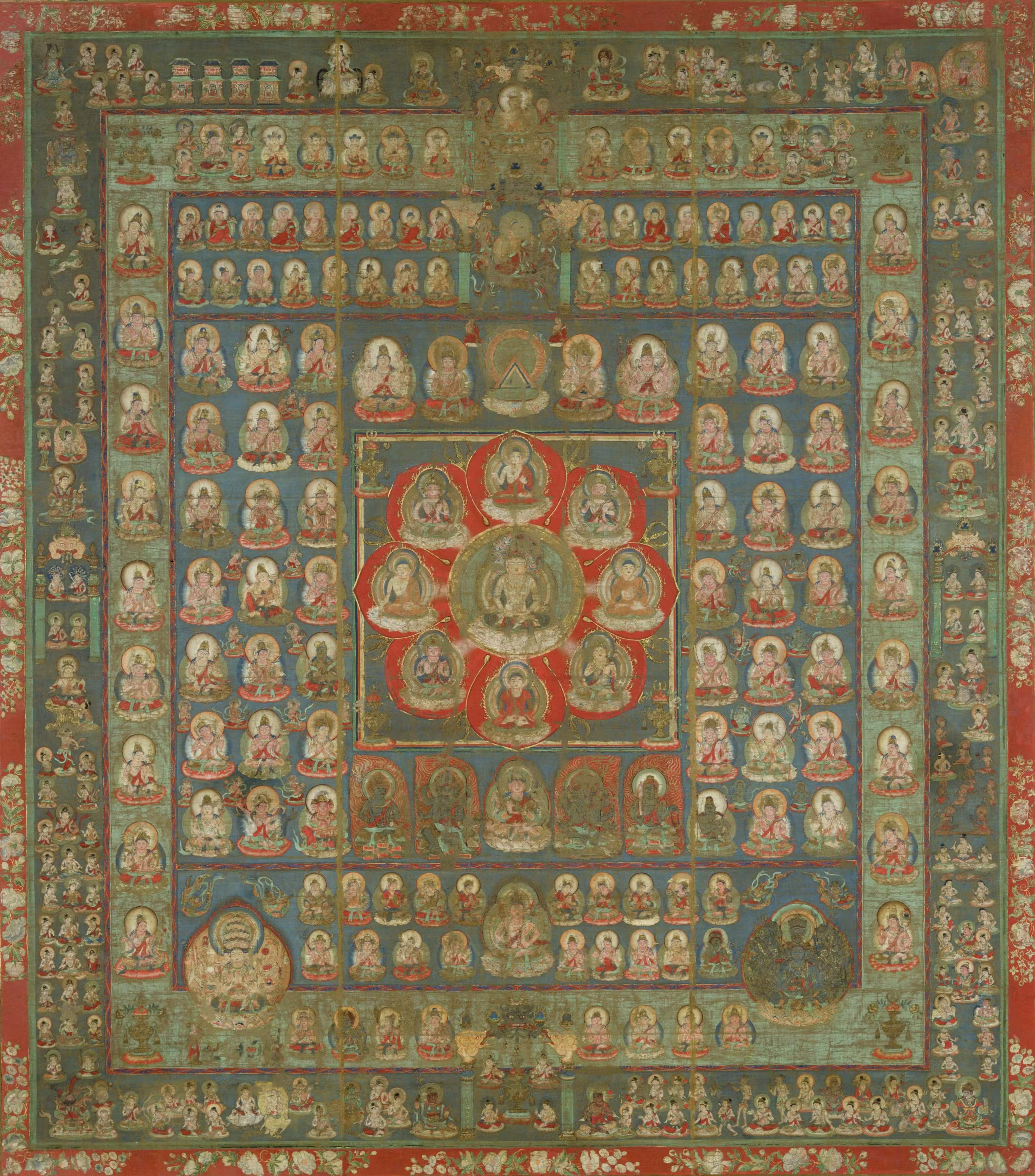
胎蔵曼荼羅

文殊院（もんじゅいん）は両界曼荼羅の一つ胎蔵曼荼羅の上部（釈迦院の上）に位置する区画（院）。
中央に智慧を司る主尊文殊菩薩と周囲に4尊、左側に10尊、右側に10尊、合計25尊が座する。
| 肥者耶 びじゃや |               | 阿耳多 あじた         | 妙音菩薩 みょうおんぼさつ | 月光菩薩 げっこうぼさつ | 無垢光菩薩 むくこうぼさつ | 宝冠菩薩 ほうかんぼさつ | 光網菩薩 こうもうぼさつ |
|                 | 瞳母櫓 とむろ |                       | 妙音菩薩 みょうおんぼさつ | 月光菩薩 げっこうぼさつ | 無垢光菩薩 むくこうぼさつ | 宝冠菩薩 ほうかんぼさつ | 光網菩薩 こうもうぼさつ |
| 者耶 じゃや     |               | 阿波羅耳多 あはらじた | 妙音菩薩 みょうおんぼさつ | 月光菩薩 げっこうぼさつ | 無垢光菩薩 むくこうぼさつ | 宝冠菩薩 ほうかんぼさつ | 光網菩薩 こうもうぼさつ |

| 観自在菩薩 かんじざいぼさつ |                                 | 普賢菩薩 ふげんぼさつ   |
|                             | 文殊師利菩薩 もんじゅしりぼさつ |                         |
| 対面護門 たいめんごもん     |                                 | 対面護門 たいめんごもん |

| 髻設尼 けいしに | 鄔波髻設尼 うばけいしに | 質怛羅 しったら | 地恵 じえ | 鉤召使者 こうちょうししゃ | 鉤召使者眷属 こうちょうししゃけんぞく |  | 使者 ししゃ |
| 髻設尼 けいしに | 鄔波髻設尼 うばけいしに | 質怛羅 しったら | 地恵 じえ | 鉤召使者 こうちょうししゃ | 使者 ししゃ                           |  |             |
| 髻設尼 けいしに | 鄔波髻設尼 うばけいしに | 質怛羅 しったら | 地恵 じえ | 鉤召使者 こうちょうししゃ | 鉤召使者眷属 こうちょうししゃけんぞく |  | 使者 ししゃ |